# VM i bandy 2008 (kvinder)
Verdensmesterskabet i bandy for kvinder 2008 var det fjerde VM i bandy for kvinder. Mesterskabet blev arrangeret af Federation of International Bandy og afviklet i Borlänge, Grängesberg og Karlsbyheden i Sverige i perioden 13. - 16. februar 2008 med deltagelse af syv hold, hvilket var en tangering af deltagerrekorden fra 2007.  Sverige var VM-værtsland for første gang.
Mesterskabet blev vundet af Sverige, som besejrede Rusland i finalen med 5-2, og som dermed vandt mesterskabet for fjerde gang i træk, og det var ligeledes fjerde mesterskab i træk, hvor det russiske hold kunne rejse hjem med sølvmedaljerne. Bronzemedaljerne gik til Finland, der vandt 5-3 over Norge i bronzekampen, og som dermed vandt VM-bronze for anden gang men for første gang siden 2004.

## Spillesteder
Alle kampene blev spillet udendørs på tre arenaer i Dalarna.
| Arena               | By           |
| ------------------- | ------------ |
| Tunets Idrottsplats | Borlänge     |
| Grängesvallen       | Grängesberg  |
| Hedvallen           | Karlsbyheden |

## Resultater

### Indledende runde
De syv hold spillede en enkeltturnering alle-mod-alle. De to bedste hold gik videre til finalen, nr. 3 og 4 gik videre til bronzekampen, og nr. 5 og 6 gik videre til kampen om 5.-pladsen.
| Dato        | Kl.   | Kamp              | Res.   | Spillested   |
| ----------- | ----- | ----------------- | ------ | ------------ |
| 13. februar | 08:00 | Finland - Ungarn  | 14–01  | Grängesberg  |
| 13. februar | 10:00 | Norge - USA       | 1–0    | Grängesberg  |
| 13. februar | 12:00 | Sverige - Canada  | 10–10  | Grängesberg  |
| 13. februar | 14:00 | Rusland - Finland | 9–1    | Grängesberg  |
| 13. februar | 16:00 | Norge - Ungarn    | 7–0    | Grängesberg  |
| 13. februar | 18:00 | Sverige - USA     | 13–01  | Grängesberg  |
| 13. februar | 20:00 | Canada - Rusland  | 1–3    | Grängesberg  |
| 14. februar | 08:00 | USA - Finland     | 1–5    | Borlänge     |
| 14. februar | 10:00 | Ungarn - Sverige  | 0–7    | Borlänge     |
| 14. februar | 12:00 | Canada - Norge    | [0]1–1 | Borlänge     |
| 14. februar | 14:00 | USA - Rusland     | 0–9    | Borlänge     |
| 14. februar | 16:00 | Sverige - Finland | 7–0    | Borlänge     |
| 14. februar | 18:00 | Ungarn - Canada   | 0–7    | Borlänge     |
| 14. februar | 20:00 | Rusland - Norge   | 2–0    | Borlänge     |
| 15. februar | 08:00 | Ungarn - USA      | 0–4    | Karlsbyheden |
| 15. februar | 10:00 | Sverige - Rusland | 6–0    | Karlsbyheden |
| 15. februar | 12:00 | Norge - Finland   | 1–4    | Karlsbyheden |
| 15. februar | 14:00 | USA - Canada      | [0]0–0 | Karlsbyheden |
| 15. februar | 16:00 | Rusland - Ungarn  | 8–0    | Karlsbyheden |
| 15. februar | 18:00 | Norge - Sverige   | 0–8    | Karlsbyheden |
| 15. februar | 20:00 | Finland - Canada  | 4–0    | Karlsbyheden |

| Hold    | Kampe | Mål   | Point |
| ------- | ----- | ----- | ----- |
| Sverige | 6     | 51-10 | 12    |
| Rusland | 6     | 31-81 | 10    |
| Finland | 6     | 28-18 | 8     |
| Norge   | 6     | 10-15 | 5     |
| Canada  | 6     | 10-18 | 4     |
| USA     | 6     | 05-28 | 3     |
| Ungarn  | 6     | 00-47 | 0     |

### Slutspil
Slutkampene blev spillet i Borlänge.

#### Kamp om 5.-pladsen
| Dato        | Kl.   | Kamp         | Res. |
| ----------- | ----- | ------------ | ---- |
| 16. februar | 08:00 | Canada - USA | 2–0  |

#### Bronzekamp
| Dato        | Kl.   | Kamp            | Res. |
| ----------- | ----- | --------------- | ---- |
| 16. februar | 10:00 | Finland - Norge | 5–3  |

#### Finale
| Dato        | Kl.   | Kamp              | Res. | Pause |
| ----------- | ----- | ----------------- | ---- | ----- |
| 16. februar | 14:00 | Sverige - Rusland | 5–2  | 2-1   |

### Samlet rangering
| Plac.  | Hold    |
| ------ | ------- |
| Guld   | Sverige |
| Sølv   | Rusland |
| Bronze | Finland |
| 4.     | Norge   |
| 5.     | Canada  |
| 6.     | USA     |
| 7.     | Ungarn  |

## Medaljevindere
| Guld | Sølv | Bronze |
| --- | --- | --- |
| Sverige | Rusland | Finland |
| Linda Odén Emma Kronberg Anna Lundin Mikaela Hasselgren Sofia Rådman Åsa Boström Hanna Dahlström Camilla Johansson Kristina Sigfridsson Anna Klingborg Johanna Pettersson Anna Jepson Elin Sandgren Sandra Carlsson Frida Erlandsson Petra Lindefors | Tatjana Andrjushina Anastasija Filimonova Natalija Vladimirova Natalija Tjerepanova Natalija Sjanskaja Tatjana Talalenko Regina Rusajeva Galina Mikhailova Anna Igonina Jelena Rybakova Olga Nizovtseva Jevgenija Konova Jekaterina Nikonova Jelena Khorosjilova Oksana Dmitrijeva Revekka Belosevitj | Nina Reijonen Annika Ikonen Paula Niskanen Mia Heiskanen Pirjo Ahonen Heidi Nissinen Emma Haapaharju Jaana Timonen Karoliina Koponen Katri Niemelä Miska Suves Maarit Tuominen Vera Mäkelä Minna Utriainen Tytti Lintula Ida Buure |